# Ingoldo, o Malfeitor
'Ingoldo, o Malfeitor ou Ingoldo, o Mau Governante' (em sueco: Ingjald illråde; em nórdico antigo: Ingjald illráða) foi um rei lendário da Suécia no século VII, cuja existência é altamente incerta. 

Está referido como Ingjaldr na Saga dos Inglingos do historiador islandês Snorri Sturluson do século XIII, como Ingiald na Lista dos Inglingos do século X, e na Feitos dos Danos de Saxão Gramático do século XII. Pertenceu à Casa dos Inglingos, sendo filho do rei Anundo das Estradas, e pai de Åsa e Olavo.
A Saga dos Inglingos conta: Ingoldo era rei de Upsália. Expandiu o seu reino com violência, tendo queimado dentro de casa outros reis seus rivais. Acabou por ser derrubado por Ivar Braço Longo, tendo ele próprio escolhido morrer com a sua filha Åsa queimados dentro de casa. E assim acabou a Dinastia dos Inglingos.